# Żyły osierdziowo-przeponowe
Żyły osierdziowo-przeponowe (łac. venae pericardiacophrenicae) – w anatomii człowieka żyły klatki piersiowej odprowadzające krew z osierdzia i górnej powierzchni przepony. W swoim przebiegu towarzyszą tętnicom osierdziowo-przeponowym, przy czym każdej z tętnic (prawej i lewej) towarzyszą dwie żyły. Wpadają do żył ramienno-głowowych. Posiadają zastawki.